# الدوري الأمريكي
الدوري الأمريكي لكرة القاعدة للمُحترفين، أو ببساطة الدوري الأمريكي (AL), هو واحدٌ من بطولتان التي تُشكلان دوري كرة القاعدة الرئيسي (MLB) في الولايات المتحدة وكندا. تَطوّر الدّوري من دوري كرة القاعدة الثانوي يُعرف بـ الدوري الغربي  في منطقة البحيرات الكبرى، ومن هذا الدوري تمّ إنشاء دوري كرة القاعدة الحالي. ويُسمى الدوري الأمريكي أحيانًا بـالدّوري الصغير نسبةً لتأسيسه في عام 1901، أي بعد 25 عامًا على تأسيس الدوري الوطني («الدّوري الكبير»).
في نهاية كل موسم، بطل الدّوري الأمريكي يواجه في بطولة العالم بطل الدوري الوطني؛ موسمان لا ينتهيا عند اللعب في بطولة العالم. حتى عام 2017، فازت فرق الدوري الأمريكي 65 مباراة من أصل 112 مباراة لُعبت في بطولة العالم منذ سنة 1903، 27 فوزًا منهم حققه فريق نيويورك يانكيز وحده. بطل الدوري الأمريكي لعام 2017 هو فريق هيوستن أستروز. فاز فريق نيويورك يانيكز بـ40 لقبًا في الدّوري الأمريكي، أكثر فريق فوزًا في تاريخ الدّوري، يليه فيلادلفيا / كانساس سيتي / اوكلاند أثلاتكس (15) و بوسطن ريد سوكس (13).

## التاريخ

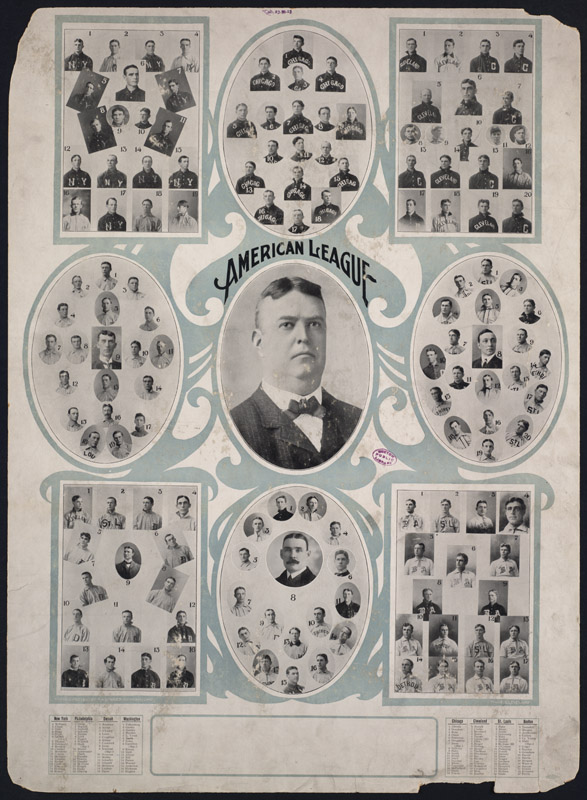
فِرق الدّوري الأمريكي عام 1903

في الأصل هو دوري درجة ثانية يُعرف بـالدوري الغربي، تَطوّر الدّوري الأمريكي لاحقًا وانتقل إلى الدّوري الرئيسي بعدما حُلّت الرابطة الأمريكية. كافح الدوري الغربي في مراحله الأولى حتى عام 1894 عندما أصبح بان جونسون رئيسًا للدوري. قاد جونسون الدوري الغربي إلى الدّوري الرئيسي وسرعان ما أصبح الرئيس الجديد للدوري الأمريكي. يُعتبر بيب روث أكثر من ضرب كرات في تاريخ كرة القاعدة، قضى معظم مسيرته في الدوري الأميركي. الدوري الأمريكي لديه فرقٌ واحد مع  الدوري الوطني، في عام 1973 تمّ إقرار قاعدة الضارب المخصص. وهي أن يُخصص الفريق ضاربًا في تشكيلته لا يلعب مدافعًا، ولكن يُمكنه أن يحلّ محل أي لاعب آخر (غالبًا الرامي) أثناء الضرب (حالة الهجوم)، مُقارنةً بالقاعدة القديمة التي أجبرت الرامي على أن يَضرب. 
فِرَق الدّوري الأمريكي الأصلية الثمانية هي: بوسطن آمريكنز، في شيكاغو وايت ستوكينقز، كليفلاند بلوبيردز، ديترويت تايقرز، بالتيمور أوريولز، فيلادلفيا أثلاتكس، ميلووكي برويرز وواشنطن سينيتيرز.
في عام 1902، ميلووكي برويرز انتقل إلى سانت لويس وتمّ تغيير اسمه سانت لويس براونز.
في عام 1902، كليفلاند بلوبيردز هو أيضًا غيّر اسمه واصبح كليفلاند البرونكوز. في عام 1903، تمّ تغير اسمه مرة أخرى من برونكوز ليُصبح كليفلاند نابس. في عام 1915، تمّ تغيير اسمه لمرة أخيرة من نابس إلى  تسمية كليفلاند إندينز.
في عام 1903, بالتيمورأوريولز انتقل إلى نيويورك وتمّت تسميته بـ نيويورك هايلندرز. في عام 1913، تمّ تغيير اسم الفريق من هايلندرز إلى نيويورك يانكيز.
في عام 1904، تغيّر اسم شيكاغو وايت ستوكينقز إلى شيكاغو وايت سوكس.
في عام 1908،  تغيّر اسم بوسطن آمريكنز إلى بوسطن ريد سوكس.
في عام 1954، سانت لويس براونز انتقل إلى بالتيمور وتم تغيير اسمه إلى  بالتيمور أوريولز.
في عام 1955، فيلادلفيا أثلاتكس انتقل إلى مدينة كنساس وتمّ تغيير اسمه إلى كانساس سيتي أثلاتكس، وفي عام 1968 انتقل الفريق إلى أوكلاند وتمّ تغيير اسمه إلى أوكلاند أثلاتكس.
في عام 1961 توسّع الدوري وأضيف فرقين لوس أنجيلس أينجيلز و واشنطن سينيترز، وبهما أصبح الدوري يضم 10 فرق. فريق سينيترز انتقل إلى مينيابوليس/سانت بول في عام 1961 وتم تغيير اسمه إلى مينيسوتا توينز. وفريق أينجيلز تغيّر اسمه إلى كاليفورنيا أينجيلز في عام 1966، ثم إلى أنهايم أينجيلز في عام 1997، وأخيرًا إلى لوس انجليس أينجيلز من أنهايم في عام 2005.
في عام 1969، نظّم الدّوري قسمين (الدوري الأمريكي الشرقي و الدوري الأمريكي الغربي)، كما فعل الدوري الوطني، وأضاف جولة تصفيات أخرى في بطولة الدوري الأمريكي، يواجه الفريق الحائز على المركز الأوّل في شعبة الشرق، الفريق الحائز على المركز الأوّل في شعبة الغرب. أُضيفَ الفرقان  كانساس سيتي رويالز و سياتل بايلتس، وتوسّع الدّوري إلى 12 فريقًا.
في عام 1970، انتقل سياتل بايلتس إلى ميلووكي وتمّت تسميته ميلووكي برور.
في عام 1972، واشنطن سينيترز انتقل إلى منطقة دالاس/فورت وورث وتمّ تغيير اسمه إلى تكساس رينجرز.
في عام 1977، توسّع الدّوري الرئيسي وبدأ يَضُم أربعة عشر فريقًا، عندما تأسس فريق سياتل مارينرز وفريق تورونتو بلو جايز.و منح فريق من تورونتو علامة AL (اختصار للدّوري الأمريكي) دلالة على توسّع الدّوري إلى كندا، تبعه توسّع الدّوري الوطني إلى مونتريال، وأُضيف فريق المارينرز في محاولة لتسوية دعوى قضائية بمبلغ 90 مليون دولار على الدوري من قِبل مدينة سياتل بسبب الإخراج السريع لفريق سياتل بايلتس في عام 1970.
في عام 1998، انّضم فريق تامبا باي رايز إلى الدّوري الأمريكي وفي نفس الوقت انتقل فريق ميلووكي برويرز إلى الدّوري الوطني، وترك الدّوري الأميركي مع 14 فريقا.
في عام 2013، انتقل فريق هيوستن أستروس إلى الدّوري الأمريكي بعد أن أمضى 51 مواسمًا في الدّوري الوطني، وبهِ أصبح الدوري يَضُم 15 فريقًا.

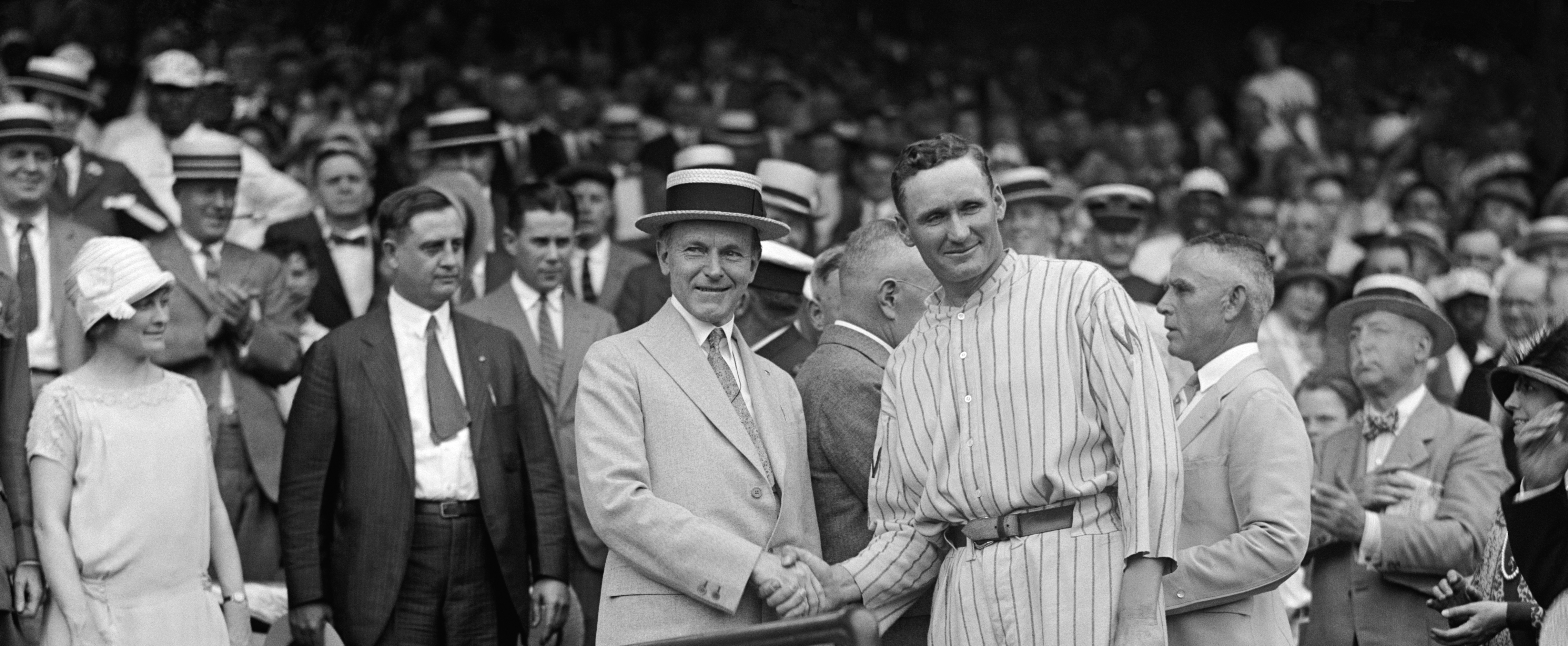
الرئيس الأمريكي كالفين كوليدج يُصافح رامي فريق واشنطن سينيترز والتر جونسون في بطولة عام 1924.

حتى أواخر عام 1970، حكّام الدوري الذين يُحكّمون من خلف القاعدة الأساسية كانوا ضِخام، واقي الصدر كان كبيرًا كان يُلبس فوق المعطف أو القميص، بينما إخوانهم في الدوري الوطني كانوا يرتدون المعطف أو القميص وتحته واقي الصدر. في عام 1977 حُكّامًا جدد (من بينهم ستيف باليرمو ‏)  ارتدوا واقي الصدر تحت ملابسهم، على الرغم من أن باقي الحُكّام استمروا في ارتداء واقي الصدر فوق ملابسهم. مُعظم الحُكّام غيّروا إلى ارتداء واقي الصدر تحت الملابس، كان أولهم دون دنكينقر في عام 1975 و جيم إيفانز في العام الذي يليه، برغم من أن العديد لم يَرتدوه بهذه الطريقة، منهم  بيل هالر، لو ديمور و جورج مالوني، جيري نيدكر، الذي أصبح آخر حكم ارتدى واقي الصدر فوق ملابسه عام 1985.
في عام 1994، الدّوري الأمريكي والدّوري الوطني أعادوا تَنظيمُهما مجددًا، إلى ثلاثة أقسام (شرق، غرب، وسط) وأضافا جولة ثالثة في تصفيات أقسام الدوري الأمريكي أفضل فريق يَحتل المركز الثاني في الأقسام الثلاثة يتأهل إلى التصفيات النهائية كفريق «وايلد-كارد»، بالإضافة إلى الفرق المحتلة على المركز الأوّل في أقسامها. في عام 1998 الفريق المُشكل حديثًاتامبا باي ديفل رايز انّضم إلى الدّوري الأمريكي، و أريزونا ديموندبكس انّضم إلى الدّوري الوطني: أي أنّ كل دوري أصبح به خمسة عشر فريقًا. وهذا العدد الفردي من الفِرق في الدّوري يعني أن هُناك فريقًا واحدًا على الأقل في كل دوري سيكون عاطلًا عن اللعب في أي يوم معين، وبدلا من ذلك على الفريق العاطل أن يلعب مبارة انترليق (مباراة إضافية) ضد نظيره في الدّوري الآخر. الخطة الأولية كانت الحصول على خمسة فرق من الأقسام الثلاثة في الدوري يَلعبون مباراة انترليق على مدار العام—قد تصل إلى 30 مباراة لكل فريق في كل عام. لأسباب مختلفة، فإنه سرعان ما بدا من العملي أن يكون هناك عدد زوجي من الفِرق في كل دوري. وافق فريق ميلووكي برويرز على الانتقال إلى الدّوري الآخر، يَنتقل من قسم الوسط في الدّوري الأمريكي إلى قسم الوسط في الدّوري الوطني. في نفس الوقت ديترويت تايقرز انتقل من قسم الشرق في الدّوري الأمريكي إلى قسم الوسط من نفس الدّوري، مما يُفسح المجال لفريق ديفل رايز في الشرق. بعد انتقال فريق هيوستن أستروس إلى الدّوري الأمريكي في عام 2013، يتكوّن الدوريّان الآن من 15 فريقًا.
لأول 96 عامًا فِرق الدّوري الأمريكي واجهت نظائرها من الدّوري الوطني فقط  أثناء المباريات الوديّة أو في بطولة العالم. بدايةً من عام 1997 لُعبت مباريات «الإنترليق» خلال الموسم العادي وأثناء الترتيب. و كجزء من اتفاق تأسيس «مباراة انترليق» فقاعدة الضارب المُخصص تُستخدم فقط عندما يكون فريق الدّوري الأمريكي هو الفريق المُضيف.

## الفرق

### جدول النوادي
ناك ثمانية فرق في عام 1901، عام الدّوري الأوّل كدوري درجة أولى، والعام الذي تلاه فريق ميلووكي برورز انتقل إلى سانت لويس ليُصبح اسمهسانت لويسس براونز. هذه النوادي مثّلت الدّوري لـ52 مواسمًا، حتّى انتقل فريق البراونز إلى بالتيمور وحملوا اسم بالتيمور أوريولز. النوادي الأصليّة الثمانية بقوا في الدّوري الأميركي، على الرغم من أن أربعة نوادي ظلّوا في مُدنهم ولم يُغادروها (ديترويت وشيكاغو وبوسطن وكليفلاند). الفرق الثمانية الأصلية ونظرائهم في «الكلاسيكية ثمانية»:
- بالتيمور أوريولز (أفلس وأصبح بائدًا بعد موسم عام 1902، وينبغي عدم الخلط مع بالتيمور أوريولز، انظر ميلووكي برورز),[2] تمّ استبداله في عام 1903 من قبل نيويورك هايلندرز (أصبح نيويورك يانكيز في عام 1913)
- بوسطن آمريكنز (أصبح "بوسطن ريد سوكس" في عام 1908)
- شيكاغو وايت ستوكينقز(أصبح شيكاغو وايت سوكس في 1903)
- كليفلاند بلوز[3] (أصبحكليفلاند إندينز في عام 1915)
- ديترويت تايقرز (الاسم والمكان لم يتغيرا من عام 1894 إلى الآن)
- ميلووكي برويرز (أصبح سانت لويس براونز في عام 1902 وبالتيمور أوريولز في عام 1954)
- فيلادلفيا أثلاتكس (أصبحكانسس سيتي أثلاتكس في عام 1955 واوكلاند أثلاتكس في عام 1968)
- واشنطن سينيترز (أصبح مينيسوتا توينز في عام 1961)[4]

### ملخص التوسع وإعادة التسمية والنقل
- 1902: ميلووكي برويرز انتقل إلى سانت لويس وتمّت تسميته بـ سانت لويس براونز.
- 1902: كليفلاند بلوبيردز/بلوز حاول اللاعبون أن يَتبنوا اسم كليفلاند برونكوز، وفشلوا في هذا.
- 1903: نيويورك هايلندرز واسمه الأصلي بالتيمور اوريولز انتقل إلى نيويورك وأُطلق عليه اسم «هايلندرز» من قبل الصحافة نسبةً لملعبهم، ملعب هيلتوب، و «يانكز» اختصارًا لـ«آمريكانز»
- 1903: تغيير أي شيكاغو وايت ستوكقينز رسميًا إلى شكياغو وايت سوكس
- 1903: تغيير اسم كليفلاند بلوبيردز/بلوز إلى كليفلاند نابس عن طريق تصويت في صحيفة، تيمُنًا بالنجم ناب لاجوا
- 1905: تغيير ايم واشنطن سينيترز إلى واشنطن ناشينولز
- 1908: تَسمية بوسطن آمريكانز (تسمية غير رسمية) رسميًا إلى بوسطن ريد سوكس
- 1913: أُسقط اسم نيويورك هايلندرز واستُبدل باسم نيويورك يانكيز
- 1915: تغيير اسم كليفلاند نابس إلىكليفلاند اندينز
- 1954: سانت لويس براونز انتقل إلى بالتيمور، وتغيّر اسمه إلىبالتيمور أوريولز
- 1955: فيلادلفيا أثلاتكس انتقل إلى مدينة كانسس
- 1957: تغيير اسم واشنطن ناشينولز/سينيترز رسميًا إلى واشنطن سينيترز
- 1961: انتقل واشنطن سينيترز إلى مينيابوليس-سانت بول، وتغيّر اسمه إلى مينيسوتا توينز[5]
- 1961: تأسيس فريق لوس أنجيلس آينجيلز وفريق واشنطن سينيترز الجديد.
- 1965: تغيير اسملوس أنجيلس آينجيلز إلى كاليفورنيا آينجيلز في وقت متأخر من موسم 1965 في الثاني من سبتمبر. في الموسم الذي تلاه انتقل فريق آينجيلز من مقاطعة لوس أنجيليس إلى مقاطعة أورانج في ضاحبة أنهايم.
- 1968:كانسس سيتي أثلاتكس انتقل إلى أوكلاند
- 1969: تأسيس فريق كانسس سيتي رويلز وفريق سياتل بايلتس
- 1970: انتقل سياتل بايلتس إلى ميلووكي، وتغيّر اسمه إلى ميلووكي برويرز. (قبل أربع سنوات، في عام 1966، فريق الدّوري الوطني ميلووكي برايفز انتقل إلى مدنيته أتلانتا.)
- 1972: انتقلواشنطن سينيترز إلى دالاس فورت ورث (أرلينكتون)، وتغيّر اسمه إلىتكساس رينجيرز
- 1973: تغيير اسم أوكلاند أثلاتكس رسميًا إلى أوكلاند أيس
- 1977: تأسيس فريق سياتل مارينرز وفريق تورنتو بلو جايز[6]
- 1980: تغيير اسم أوكلاند أيس رسميًا إلى أوكلاند أثلاتكس
- 1997: تغيير اسمكاليفورنيا آينجيلز إلىأنهايم آينجيلز. التغيير بعد مُضي 30 سنة من انتقال الفريق.
- 1998: تأسيس فريقتامبا راي ديفل رايز، مُمثلًا تامبا سانت بطرسبيرغ
- 1998: ميلووكي برويرز انتقل من الدّوري الأمريكي إلى الدّوري الوطني. (انظر فوق.)
- 2005: تغيير اسم أنهايم آينجليز إلىلوس أنجيليس أنهايم
- 2008: تغيير اسمتامبا راي ديفل رايز إلى تامبا راي رايز
- 2013: انتقل هيوستن أستروز من الدّوري الوطني الوسطي إلى الدّوري الأمريكي الغربي.

### الفِرق الحالية
| القسم/المنطقة | الفريق                                                    | سنة التأسيس | سنة الإنضمام | الولاية/الملعب                                        |
| ------------- | --------------------------------------------------------- | ----------- | ------------ | ----------------------------------------------------- |
| شرق           | بالتيمور أوريولز (Baltimore Orioles (BAL                  | 1894        | 1901         | ماريلند بالتيمور (ماريلاند) ملعب أوريول في ساحة كامدن |
| شرق           | بوسطن ريد سوكس (Boston Red Sox (BOS                       | 1901        | 1901         | ماساتشوستس بوسطن ملعب فينواي                          |
| شرق           | نيويورك يانكيز (New York Yankees (NYY                     | 1901        | 1901         | نيويورك (ولاية) نيويورك・ذا برونكس ملعب يانكيي        |
| شرق           | تامبا باي رايز (Tampa Bay Rays (TB                        | 1998        | 1998         | فلوريدا سانت بيترسبرغ ملعب تروبيكانا                  |
| شرق           | تورنتو بلو جايز (Toronto Blue Jays (TOR                   | 1977        | 1977         | أونتاريو تورونتو ملعب روجرز سينتر                     |
| الوسط         | شيكاغو وايت سوكس (Chicago White Sox (CWS                  | 1894        | 1901         | إلينوي شيكاغو ملعب قارنتيد ريت فيلد                   |
| الوسط         | كليفلاند إندينز (Cleveland Indians (CLE                   | 1894        | 1901         | أوهايو كليفلاند (أوهايو) ملعب بروقريسيف فيلد          |
| الوسط         | ديترويت تايقرز (Detroit Tigers (DET                       | 1894        | 1901         | ميشيغان ديترويت ملعب كوميركا                          |
| الوسط         | كانساس سيتي رويلز (Kansas City Royals (KC                 | 1969        | 1969         | ميزوري كانساس سيتي (ميزوري) ملعب كافمان               |
| الوسط         | مينيسوتا توينز (Minnesota Twins (MIN                      | 1894        | 1901         | مينيسوتا منيابولس ملعب تارقيت                         |
| الغرب         | هيوستن أستروس (Houston Astros (HOU                        | 1962        | 2013         | تكساس هيوستن (تكساس) ملعب مينيت مايد                  |
| الغرب         | لوس أنجيليس من أنهايم (Los Angeles Angels of Anaheim (LAA | 1961        | 1961         | كاليفورنيا آنهايم ملعب آينجيل أنهايم                  |
| الغرب         | أوكلاند أثلاتكس (Oakland Athletics (OAK                   | 1901        | 1901         | كاليفورنيا أوكلاند (كاليفورنيا) ملعب أوكلاند كولوسيوم |
| الغرب         | سياتل مارينرز (Seattle Mariners (SEA                      | 1977        | 1977         | واشنطن (ولاية) سياتل ملعب سايفكو                      |
| الغرب         | تكساس رينجيرز (Texas Rangers (TEX                         | 1961        | 1961         | تكساس أرلينغتون (تكساس) ملعب قلوب لايف في أرلينغتون   |

(*)انظر إلى صفحة الدوري الغربي. فِرق إنديانابوليس ومينيابوليس حلّت محلّها فِرق بالتيمور وفيلادلفيا في عام 1901، والغير واضح هو أي فريق ذهب إلى أين.

## رؤساء الدّوري الأميركي
بعد موسم 1999، اندمج الدوريّان الأمريكي والوطني مع دوري كرة القاعدة الرئيسي، ولم تعد البطولتان موجودتان كـكيانان تجاريّان. وأصبح منصب رئيس الدوري الأمريكي ورئيس الدوري الوطني شرفيًّا.
| ﹢ | عضو في صالة مشاهير كرة القاعدة | عضو في صالة مشاهير كرة القاعدة | عضو في صالة مشاهير كرة القاعدة | عضو في صالة مشاهير كرة القاعدة | عضو في صالة مشاهير كرة القاعدة |
| *  | رئيس فخري                      | رئيس فخري                      | رئيس فخري                      | رئيس فخري                      | رئيس فخري                      |

| الاسم            | السنوات   |
| ---------------- | --------- |
| بان دجونسون﹢    | 1901–1927 |
| فرانك نافين      | 1927      |
| إيرنيست بارنارد  | 1927–1931 |
| ويل هاريدج﹢     | 1931–1959 |
| دجو كورنين﹢     | 1959–1973 |
| لي ماكفيل﹢      | 1973–1984 |
| بوبي براون       | 1984–1994 |
| دجين بوديق       | 1994–1999 |
| دجاكي أوتري*     | 2000–2015 |
| فرانك روبنسون﹢* | 2015–الآن |

## الحواشي
1. ↑  "League History". American West Baseball League. مؤرشف من الأصل في August 24, 2013. اطلع عليه بتاريخ August 25, 2013.
2. ↑  "Bankrupt Orioles". Baseball-Reference. مؤرشف من الأصل في 2018-12-21. اطلع عليه بتاريخ 2014-07-20.
3. ↑  Officially "Bluebirds", a form seldom used
4. ↑  "American League". Chicago Tribune. مؤرشف من الأصل في 2014-07-11. اطلع عليه بتاريخ 2013-08-25.
5. ↑  Gleeman، Aaron. "10 Years of the American League Central". The Hardball Times. مؤرشف من الأصل في 2013-11-03. اطلع عليه بتاريخ 2013-08-25.
6. ↑  Edgarf. "Baltimore Orioles History – American League East". MLB Baseball Betting. مؤرشف من الأصل في 2016-06-10. اطلع عليه بتاريخ 2013-08-25.